# イラク特殊作戦部隊
イラク特殊作戦部隊( قوات العمليات الخاصة العراقية,Iraqi Special Operation Forces,ISOF)は2003年のイラク戦争以降、多国籍軍により再編されたイラクに存在する特殊部隊。10,000人の人員で構成されている。

## 歴史
2003年のイラク戦争以降、親アメリカ合衆国政権誕生後のイラクに設立された。初期の隊員はイスラム教シーア派教徒とクルド人を中心に少数のイスラム教スンニ派教徒が入り、設立時よりヨルダンの訓練キャンプにてアメリカとヨルダンの特殊部隊員から訓練を受けた。
当初はコマンド部隊だけだったが、2008年時点ではイラク対テロ大隊(Iraqi Counter-Terrorism Force,ICTF)と,コマンド部隊3個大隊、支援部隊および偵察部隊で構成される1個旅団となった。

## 編成
第1特殊作戦旅団はバグダードに拠点を持ち、第1コマンド大隊(元第36コマンド大隊（英語: Iraqi 36th Commando Battalion）)
、第2対テロ大隊(ICTF)、第5偵察大隊、第3支援大隊、第4訓練大隊、イラク特殊戦学校センターが存在する。第1特殊作戦旅団は黄金旅団(Golden Brigade)といわれている。
第2特殊作戦旅団はバスラ、モースル、ディヤーラーに拠点を持ち、4個コマンド大隊を保有している。
第3旅団は、アル・アサード航空基地に拠点を持ち、地域コマンド大隊、偵察大隊、支援大隊などがある。

## 装備
他のイラク軍の一般部隊に比べM4カービン、ミニミ軽機関銃、H&K MP5、Mk19 自動擲弾銃といった欧米製の装備を多用しているが、PKM、RPG-7など旧来の装備も使用している。
また、車軸としてハンヴィーを使用する他、空軍にてMi-17と暗視ゴーグルを運用した対テロ作戦パイロット(CT Pilot)の養成も行われている。

## ギャラリー

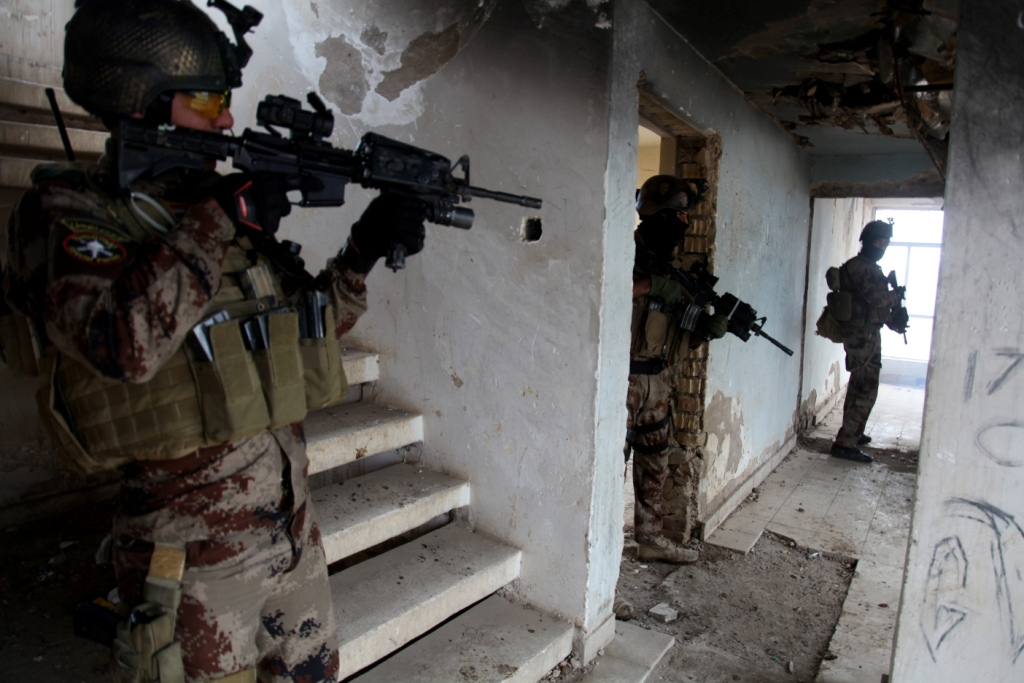
訓練を受けるISOF隊員(2011年)
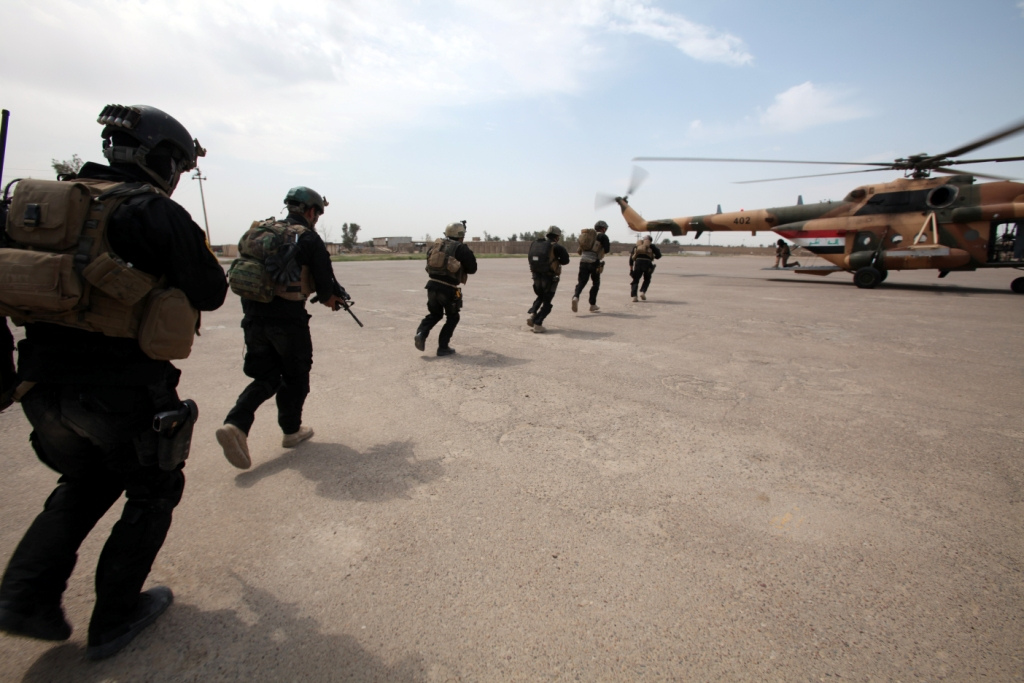
Mi-17に搭乗するISOF隊員(2011年)
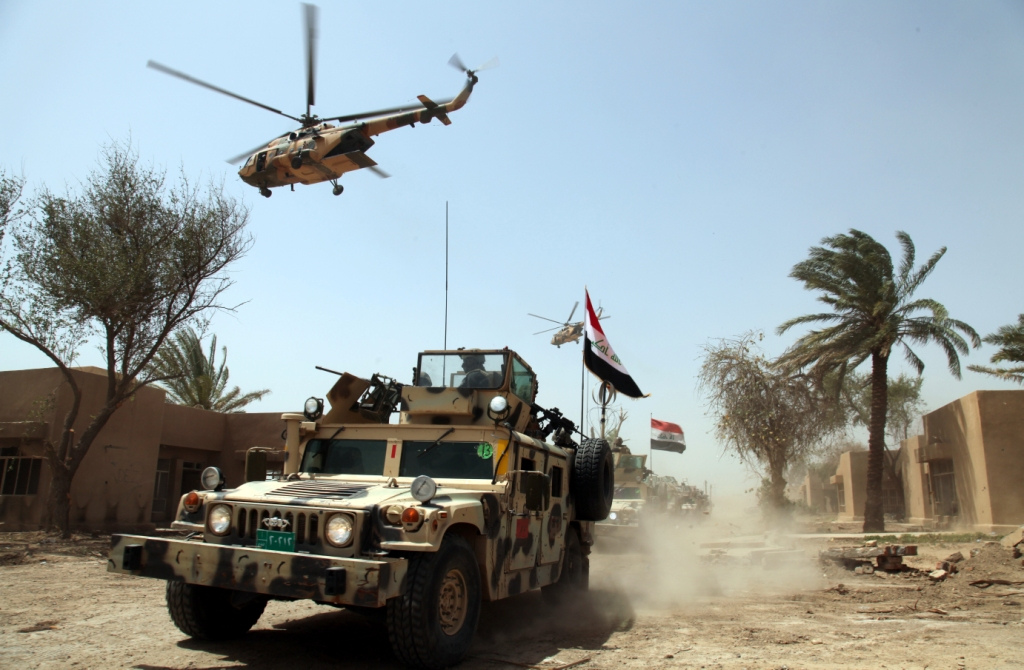
Lion's Leap作戦に参加するISOF(2011年)